# Franco Quinter

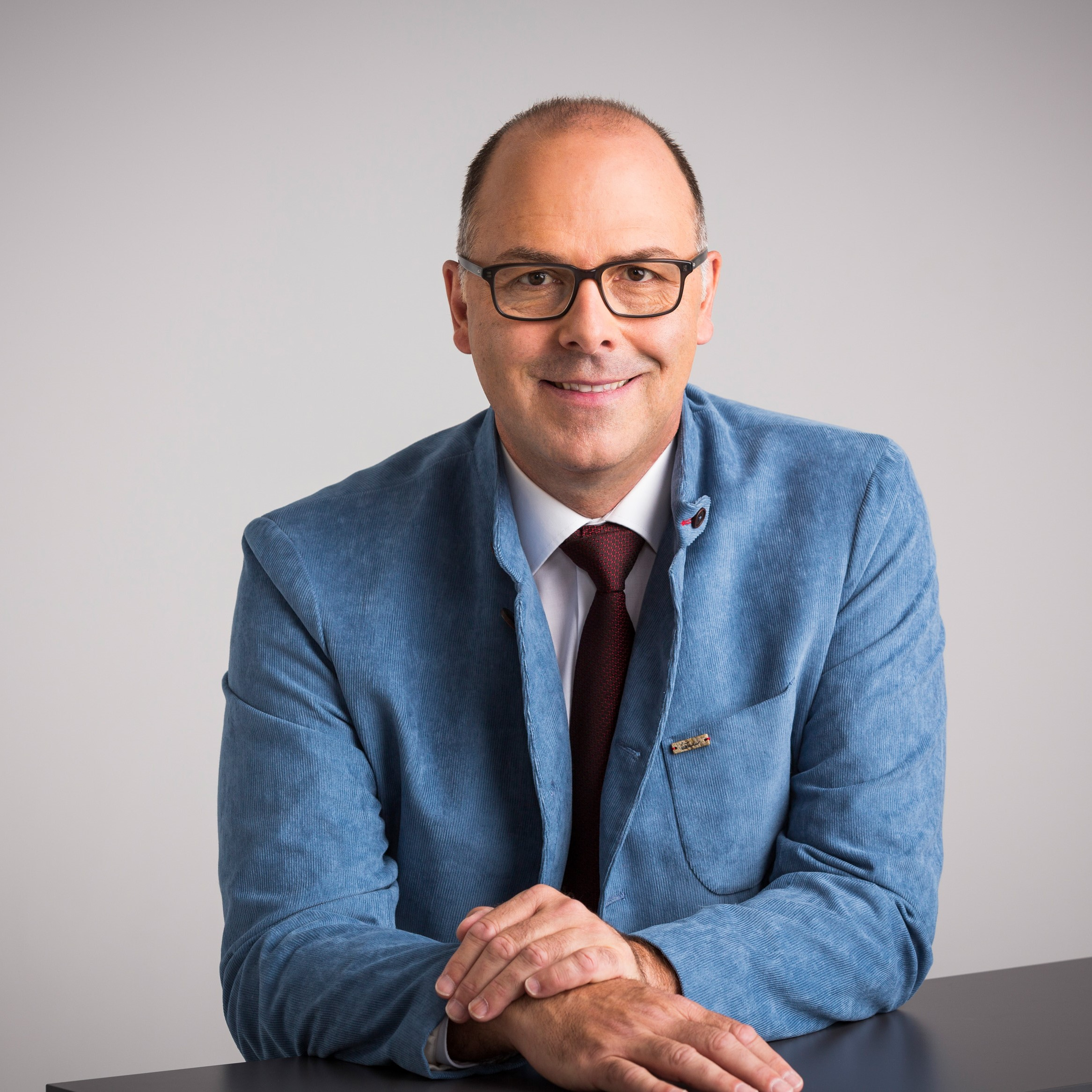
Franco Quinter (2021)

Franco Quinter (* 26. April 1966) ist ein Schweizer Unternehmer, Investor und Politiker.

## Werdegang
Im Jahr 1986 schloss er die Bündner Kantonsschule in Chur mit der Matura Typus C ab. Anschliessend erlangte er 1992 den Abschluss zum dipl. Kulturingenieur an der ETH Zürich. Im Jahre 1994 wurde ihm das eidgenössische Patent zum Ingenieur-Geometer erteilt.
Quinter ist Gründer, Inhaber und Partner von verschiedenen Firmen. Er verwaltet Mandate im strategischen Bereich als Verwaltungsratspräsident, Verwaltungsrat, Stiftungsratspräsident, Stiftungsrat und Beirat sowie im operativen Bereich als Geschäftsführer diverser national und international tätigen Unternehmen und Institutionen.

## Politik (ausgewählte)
- 1995–2006: Gemeindepräsident in Brienz/Brinzauls
- 1997–2000: Präsident des Kreises Belfort
- 1998–2010: Mitglied des Grossen Rates des Kantons Graubünden[3]
- 2008–2010: Präsident der Kommission für Wirtschaft und Abgaben des Grossen Rates[4]

## Aufsichtsräte (ausgewählte)
- Verwaltungsratspräsident und Verwaltungsrat verschiedener national und international tätigen Unternehmen[5]
- Bankrat der Graubündner Kantonalbank von 2003 bis 2016[6]
- Präsident der SvS Stiftung[7]
- Stiftungsrat der StarKids Foundation[8]